# Aeropuerto Internacional Jorge Chávez
De Aeropuerto Internacional Jorge Chávez is Peru's grootste vliegveld. Het vliegveld is gelegen in Callao, dat deel uitmaakt van Grootstedelijk Lima (Lima Metropolitana).
Het vliegveld diende vele jaren als hub voor de luchtvaartmaatschappijen Aeroperú en Faucett Perú. Eind 2010 dient het vliegveld voor 21 luchtvaartmaatschappijen als hub.

## Geschiedenis
Jorge Chávez International Airport werd opgericht in 1960 als tweede vliegveld van Peru. Het is vernoemd naar de Frans-Peruviaanse piloot Jorge Chávez. In december 1965 werd de eerste terminal gebouwd die nu nog steeds wordt gebruikt.
Teneinde de kwaliteit en de capaciteit van de luchthaven te vergroten nam in februari 2001 een consortium, met de Duitse luchthavenbeheerder Fraport AG als belangrijkste partner, het beheer van de luchthaven over. Van de Peruaanse regering kreeg het consortium, handelend onder de naam Lima Airport Partners (LAP), voor 30 jaar het recht de luchthaven te beheren. In de jaren daarna is het aandelenbelang van Fraport vergroot; vanaf medio 2008 heeft Fraport 70% van de aandelen van LAP in handen.
In 2005 werd het vliegveld gerenoveerd en uitgebreid. In de eerste fase van het moderniseringsplan kwamen er zeven vliegtuigslurven bij en in 2007 werd er een viersterrenhotel geopend recht voor de ingang van de terminal. In 2009 werd de tweede fase opgeleverd; de terminal heeft nu 28 gates en 19 van hen hebben een vliegtuigslurf. In de periode 2001-2010 heeft LAP circa 270 miljoen dollar in de luchthaven geïnvesteerd.

## Vervoerscijfers
Sinds 2001 is het vervoer op de luchthaven ruimschoots verdubbeld. In 2010 waren 21 luchtvaartmaatschappijen actief, waarvan 16 op internationale bestemmingen.
| Jaar | Totaal passagiers | Totaal vliegtuigbewegingen | Totaal vracht |
| ---- | ----------------- | -------------------------- | ------------- |
| 2010 | 10,3 miljoen      | 120.000                    | 271.800 ton   |
| 2009 | 8,8 miljoen       | 105.000                    | 232.400 ton   |
| 2008 | 8,3 miljoen       | 98.700                     | 239.100 ton   |
| 2007 | 7,5 miljoen       | 92.900                     | 225.400 ton   |
| 2006 | 6,0 miljoen       | 77.300                     | 196.900 ton   |
| 2005 | 5,7 miljoen       | 73.300                     | 177.100 ton   |
| 2004 | 5,1 miljoen       | 72.300                     | 171.500 ton   |
| 2003 | 4,5 miljoen       | 70.300                     | 160.300 ton   |
| 2002 | 4,3 miljoen       | 70.300                     | 136.700 ton   |
| 2001 | 4,1 miljoen       | 72.200                     | 114.300 ton   |

## Prijzen
- 2e plaats - Beste luchthaven van Zuid-Amerika (2008)

(World Airport Awards 2008, Skytrax)
- 1e plaats - Beste luchthaven van Zuid-Amerika (2005)

(World Airport Awards 2005, Skytrax)